# Jean Philippe Beyckert
Jean Philippe Beyckert (né à Strasbourg le 27 mai 1713 et mort à Strasbourg le 27 septembre 1787), est un théologien français.

## Biographie
Chanoine de Saint-Thomas, à Strasbourg, il devient professeur de poésie en 1745 puis enseigne la théologie au gymnase et obtient son doctorat de théologie en 1757. An 1761, il est nommé directeur du gymnase.

## Œuvres
- Dissertatio physica experimentalis de pyrophoris, quam sub praesidio Dn. Johannis Jacobi Sachsii..., 1731
- Dissertatio historico-theologica de confessariorum origine, 1742
- Programma ad orationem inauguralem, qua ... Joh. Michael Lorenz, juris consultus munus professoris historiarum extraordinarii, 1753
- De Christi appellatione filii hominis, 1760